# Vochisiáceas
As Vochisiáceas' (Vochysiaceae) é uma família de Angiospermas, pertencente à ordem Myrtales. Sua distribuição é predominantemente neotropical, incluindo aproximadamente 250 espécies divididas em 8 gêneros. 
Apresentam-se em forma de árvores, arbustos ou subarbustos, e seus principais substratos são o terrícola e o rupícola. É encontrada em florestas tropicais e savanas, e no Brasil ocorre na maioria dos biomas, com ampla distribuição no Cerrado, sendo considerada um componente típico.

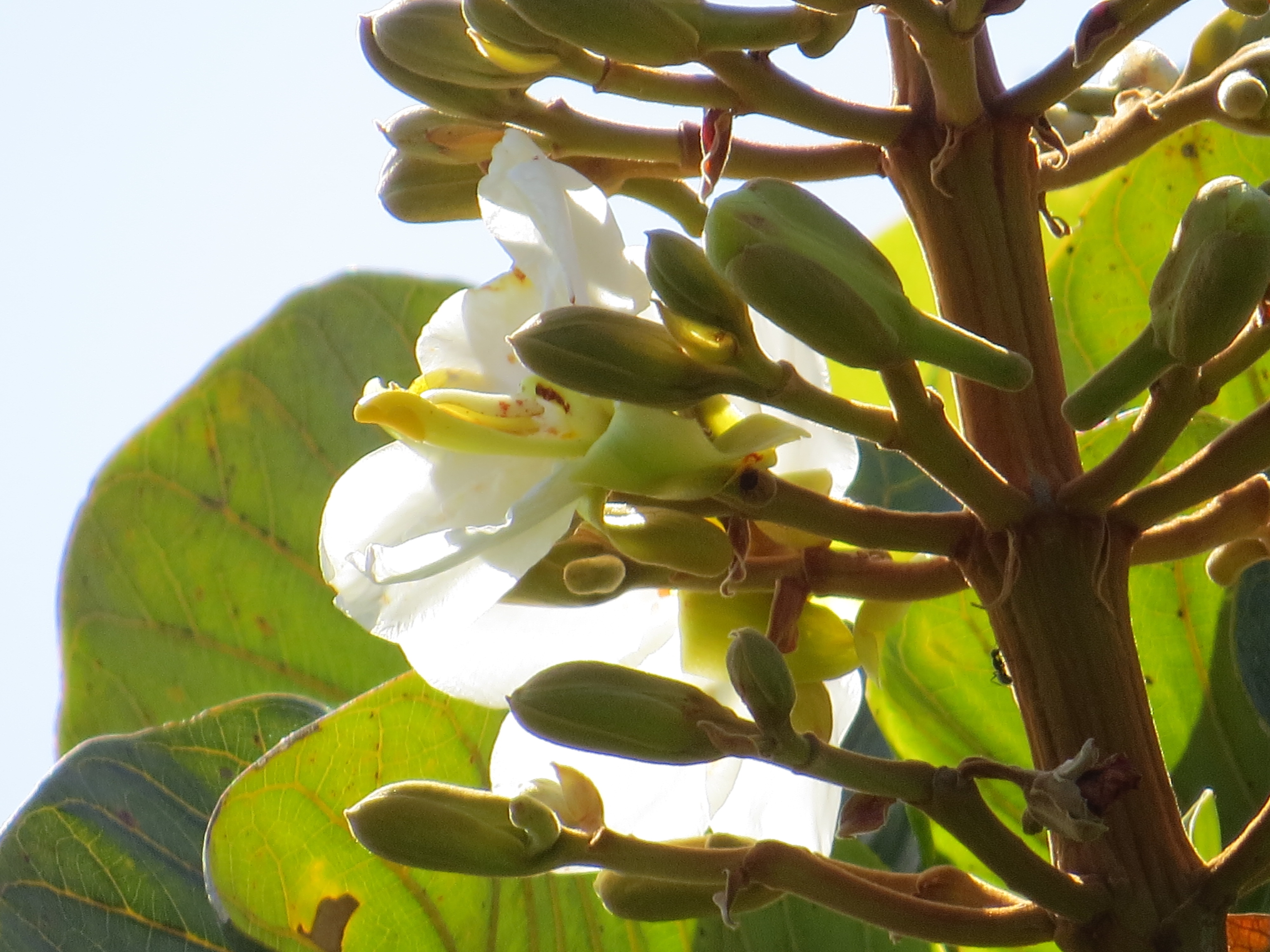
"Chapéu-de-couro" - Salvertia convallariodora A.St.-Hil.

## Taxonomia
A família Vochysiaceae A. St.-Hil. pertence ao clado das Malvídeas, e está incluída no Reino Chlorobionta, Subreino Viridiplantae, Infrareino Streptophyta, Superdivisão Embryophyta, Divisão Chlorophyta, Subdivisão Spermatophyta, Classe Embryopsida, Ordem Myrtales e Família Vochysiaceae. Envolve no total cerca de 250 espécies dispostas em 8 gêneros: Callisthene, Erisma, Erismadelphus, Korupodendon, Qualea, Ruizterania, Salvertia e Vochysia.

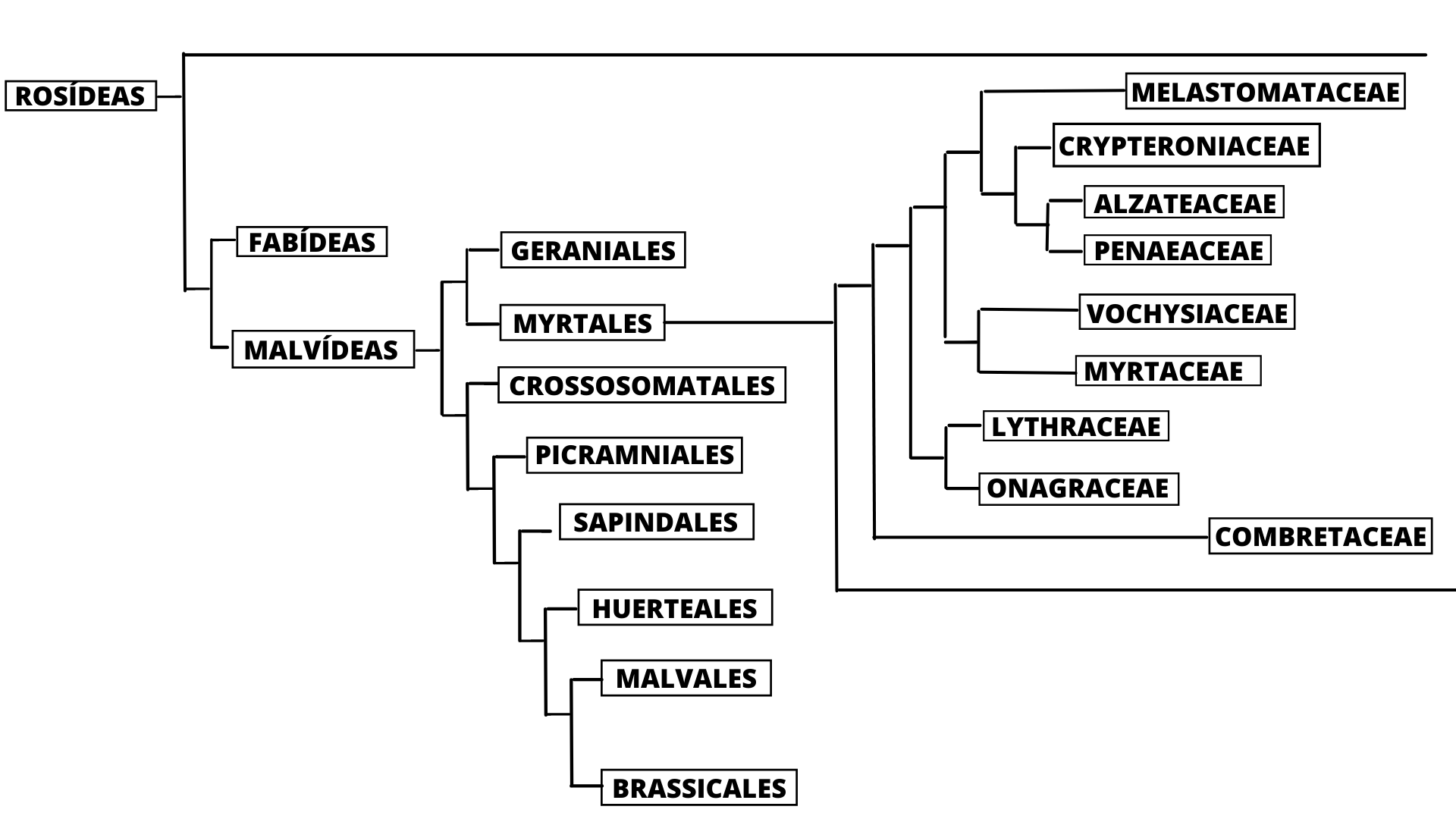
Árvore Filogenética de Vochysiaceae

## Morfologia
Essas angiospermas podem se apresentar em árvores, arbustos ou subarbustos. Suas folhas são simples e inteiras, podendo ser pecioladas ou sésseis e possuírem filotaxia oposta ou verticilada. Já as flores são isoladas ou dispostas em trios terminais ou axilares; apresentam aparência vistosa e são diclamídeas e zigomorfas. Seu cálice é gamossépalo, pentâmero, com um calcar variando entre reto, curvo ou recurvado, ou ainda, nos casos em que não se desenvolve, apresenta apenas uma protuberância bursiforme. Sua corola é dialipétala com uma, três ou cinco pétalas, com uma coloração que varia entre branco, amarelo, lilás, violácea ou azul, com máculas presentes ou ausentes, glabras ou indumentárias. Seu estame é persistente ou caduco, sua antera é biteca, oblonga, deltóide, dorsifixa ou basifixa, com estaminódios petalóides majoritariamente presentes. Possui ovário súpero, tricarpelar e trilocular, com uma placentação axilar, ou ínfero, unicarpelar e unilocular, com placentação apical; estilete único, estigma simples, terminal, subterminal ou lateral. Seus frutos são do tipo cápsula loculicida ou samaroide, e sua semente circular ou unilateral pode ou não ser alada.

## Relações Filogenéticas
Pesquisas e estudos filogenéticos superficiais indicam que a família Vochysiaceae é formada inicialmente por três clados: (1) Erismae; (2) VS (Vochysia e Salvertia); e (3) QRC (Qualea, Ruizterania e Callisthene), onde Erismae é apresentado em uns como grupo irmão do clado VS, e em outros como grupo irmão do ora do clado QRC.

## Domínios e Estados de Ocorrência
Vochysiaceae possui distribuição predominantemente neotropical, distribuídas do sul da América do Norte ao centro-sul da América do Sul, e em uma região no oeste do continente africano. Seis  desses  gêneros (Callisthene Mart., Erisma Rudge, Qualea Aubl., Ruizterania Marc.-Berti, Salvertia A.St.-Hil. e Vochysia Aubl.) ocorrem  na  região  neotropical e dois (Erismadelphus Mildbr. e Korupodendron Litt & Cheek) são exclusivos do continente africano. 
No continente americano é encontrada em florestas tropicais e savanas, em países como o México, Colômbia, Venezuela, Guiana, Suriname, Guiana Francesa, Equador, Peru, Bolívia, Paraguai, Argentina e no Brasil, onde é identificada em vários ecossistemas e biomas, listando um total de 160 espécies.
- Tipo de Vegetação: Caatinga (stricto sensu), Campinarana, Campo de Altitude, Campo de Várzea, Campo Limpo, Campo Rupestre, Carrasco, Cerrado (lato sensu), Floresta Ciliar ou Galeria, Floresta de Igapó, Floresta de Terra Firme, Floresta de Várzea, Floresta Estacional Semidecidual, Floresta Ombrófila (Floresta Pluvial), Restinga, Savana Amazônica, Vegetação Sobre Afloramentos Rochosos.
- Distribuição Geográfica no Brasil: Norte (Acre, Amazonas, Amapá, Pará, Rondônia, Roraima, Tocantins); Nordeste (Alagoas, Bahia, Ceará, Maranhão, Paraíba, Pernambuco, Piauí, Rio Grande do Norte, Sergipe); Centro-Oeste (Distrito Federal, Goiás, Mato Grosso do Sul, Mato Grosso); Sudeste (Espírito Santo, Minas Gerais, Rio de Janeiro, São Paulo); Sul (Paraná, Rio Grande do Sul, Santa Catarina).
- Domínios Fitogeográficos: Amazônia, Caatinga, Cerrado, Mata Atlântica e Pantanal.

## Espécies Brasileiras
- Callisthene Mart.
- Callisthene castellanosii H.F.Martins.
- Callisthene dryadum Duarte.
- Callisthene erythroclada Warm.
- Callisthene fasciculata Mart.
- Callisthene hassleri Briq.
- Callisthene inundata O.L.Bueno et al.
- Callisthene kuhlmannii H.F.Martins
- Callisthene major Mart.
- Callisthene major Mart. var. major
- Callisthene major var. pilosa Warm.
- Callisthene microphylla Warm.
- Callisthene minor Mart.
- Callisthene mollissima Warm.
- Erisma Rudge
- Erisma arietinum M.L.Kawas.

- Erisma bicolor Ducke
- Erisma blancoa Marc.-Berti
- Erisma bracteosum Ducke
- Erisma calcaratum (Link) Warm.
- Erisma floribundum Rudge
- Erisma fuscum Ducke
- Erisma gracile Ducke
- Erisma japura Spruce ex Warm.
- Erisma lanceolatum Stafleu
- Erisma laurifolium Spruce ex Warm.
- Erisma micranthum Spruce ex Wam.
- Erisma silvae Marc.-Berti
- Erisma splendens Stafleu
- Erisma uncinatum Warm.

- Qualea Aubl.
- Qualea acuminata Spruce ex Warm.
- Qualea amoena Ducke
- Qualea brasiliana Stafleu & Marc.-Berti
- Qualea brevipedicellata Stafleu
- Qualea coerulea Aubl.
- Qualea cordata Spreng.
- Qualea cordata Spreng. var. cordata
- Qualea cordata var. grandifolia Warm.
- Qualea cordata var. intermedia (Warm.) Stafleu
- Qualea cryptantha (Spreng.) Warm.
- Qualea cryptantha (Spreng.) Warm. var. cryptantha

- Qualea cryptantha var. marginata (Miq.) Stafleu
- Qualea cyanea Ducke
- Qualea decorticans Ducke
- Qualea densiflora Warm.
- Qualea dichotoma (Mart.) Warm.
- Qualea dichotoma (Mart.) Warm. var. dichotoma
- Qualea dichotoma var. elongata (Warm.) Stafleu
- Qualea dinizii Ducke
- Qualea elegans Taub. ex Benoist
- Qualea gestasiana A.St.-Hil.
- Qualea glaziovii Warm.
- Qualea gracilior Pilg.
- Qualea grandiflora Mart.
- Qualea hannekesaskiarum Marc.-Berti
- Qualea homosepala Ducke
- Qualea ingens Warm.
- Qualea ingens var. duckei Stafleu
- Qualea ingens Warm. var. ingens
- Qualea insignis G.H. Shimizu, D.J.P. Gonç., F. França & K. Yamam.
- Qualea labouriauana Paula
- Qualea lundii (Warm.) Warm.
- Qualea macropetala Spruce ex Warm.
- Qualea magna Kuhlm.
- Qualea megalocarpa Stafleu
- Qualea multiflora Mart.
- Qualea multiflora Mart. subsp. multiflora
- Qualea multiflora subsp. pubescens (Mart.) Stafleu
- Qualea paraensis Ducke
- Qualea parviflora Mart.
- Qualea psidiifolia Spruce ex Warm.
- Qualea pulcherrima Spruce ex Warm.
- Qualea rosea Aubl.
- Qualea rupicola Ducke
- Qualea selloi Warm.
- Qualea selloi subsp. pubescens Stafleu
- Qualea selloi Warm. subsp. selloi
- Qualea sprucei Warm.
- Qualea suprema Ducke
- Qualea tessmannii Mildbr.
- Qualea themistoclesii Ducke

- Ruizterania Marc.-Berti
- Ruizterania albiflora (Warm.) Marc.-Berti
- Ruizterania belemnensis (Ducke) Marc.-Berti
- Ruizterania cassiquiarensis (Spruce ex Warm.) Marc.-Berti
- Ruizterania clavata (Stafleu) Marc.-Berti
- Ruizterania esmeraldae (Standl.) Marc.-Berti
- Ruizterania ferruginea (Steyerm.) Marc.-Berti
- Ruizterania gardneriana (Warm.) Marc.-Berti
- Ruizterania obtusata (Briq.) Marc.-Berti
- Ruizterania retusa (Spruce ex Warm.) Marc.-Berti
- Ruizterania trichanthera (Spruce ex Warm.) Marc.-Berti
- Ruizterania urceolata (Stafleu) Marc.-Berti
- Ruizterania wittrockii (Malme) Marc.-Berti

- Salvertia A.St.-Hil.
- Salvertia convallariodora A.St.-Hil.
- Vochysia Aubl.
- Vochysia acuminata Bong.
- Vochysia angelica M.C.Vianna & Fontella
- Vochysia angustifolia Ducke
- Vochysia assua Stafleu
- Vochysia bifalcata Warm.
- Vochysia biloba Ducke
- Vochysia calamana Stafleu
- Vochysia calophylla Spruce ex Warm.
- Vochysia catingae Ducke
- Vochysia cinnamomea Pohl
- Vochysia citrifolia Poir.
- Vochysia complicata Ducke
- Vochysia crassifolia Warm.
- Vochysia dardanoi M.C.Vianna & Fontella
- Vochysia dasyantha Warm.
- Vochysia densiflora Spruce ex Warm.
- Vochysia discolor Warm.
- Vochysia divergens Pohl
- Vochysia diversa J.F.Macbr.
- Vochysia elegans Stafleu
- Vochysia elliptica Mart.
- Vochysia elliptica Mart. var. elliptica
- Vochysia emarginata (Vahl) Poir.
- Vochysia eximia Ducke
- Vochysia expansa Ducke
- Vochysia ferruginea Mart.
- Vochysia floribunda Mart.
- Vochysia fontellae Paula
- Vochysia gardneri Warm.
- Vochysia glaberrima Warm.
- Vochysia glazioviana Warm.
- Vochysia grandis Mart.
- Vochysia grandis Mart. var. grandis
- Vochysia grandis var. uaupensis Warm.
- Vochysia guianensis Aubl.
- Vochysia gummifera Mart. ex Warm.
- Vochysia haenkeana Mart.
- Vochysia hannekesaskiarum Marc.-Berti
- Vochysia herbacea Pohl
- Vochysia ingens Ducke
- Vochysia inundata Ducke
- Vochysia laurifolia Warm.
- Vochysia ledouxii Paula
- Vochysia lehmannii Hieron.
- Vochysia lomatophylla Standl.
- Vochysia lucida C.Presl
- Vochysia magnifica Warm.
- Vochysia mapuerae Huber ex Ducke
- Vochysia mariziana Paula & J.L.H. Alves
- Vochysia maxima Ducke
- Vochysia microphylla G.H.Shimizu & K.Yamam.
- Vochysia obidensis Ducke
- Vochysia oblongifolia Warm.
- Vochysia obovata Stafleu
- Vochysia obscura Warm.
- Vochysia oppugnata (Vell.) Warm.
- Vochysia pachyantha Ducke
- Vochysia palmirana F.França & Proença
- Vochysia parviflora Spruce ex Warm.
- Vochysia petraea Warm.
- Vochysia pinkusii A.C.Sm.
- Vochysia pruinosa Pohl
- Vochysia pseudopumila Rizzini & Heringer
- Vochysia pumila Pohl
- Vochysia punctata Spruce ex Warm.
- Vochysia pygmaea Bong.
- Vochysia pyramidalis Mart.
- Vochysia rectiflora Warm.
- Vochysia rectiflora var. glabrescens Warm.
- Vochysia rectiflora Warm. var. rectiflora
- Vochysia revoluta Ducke
- Vochysia riedeliana Stafleu

- Vochysia rotundifolia Mart.
- Vochysia rufa Mart.
- Vochysia rufa Mart. var. rufa
- Vochysia rufa var. brevipetiolata Warm.
- Vochysia rufa var. fulva Stafleu
- Vochysia rufa var. sericea (Pohl) Warm.
- Vochysia rufescens W.A. Rodrigues
- Vochysia saccata Stafleu
- Vochysia saldanhana Warm.
- Vochysia santaluciae M.C.Vianna & Fontella
- Vochysia schwackeana Warm.
- Vochysia selloi Warm.
- Vochysia sessilifolia Warm.
- Vochysia spathiphylla Stafleu
- Vochysia spathulata Warm.
- Vochysia speciosa Warm.
- Vochysia splendens Warm.
- Vochysia stafleui Marc.-Berti
- Vochysia surinamensis Stafleu
- Vochysia talmonii M.C.Vianna et al.
- Vochysia tetraphylla (G.Mey.) DC.
- Vochysia thyrsoidea Pohl
- Vochysia tomentosa (G.Mey.) DC.
- Vochysia tucanorum Mart.
- Vochysia venulosa Warm.
- Vochysia vismiifolia Spruce ex Warm.

## Ecologia
As espécies da família Vochysiaceae são encontradas em diversos domínios fitogeográficos, como a Amazônia, Caatinga, Campos, Mata Atlântica e Pantanal, porém possui ampla distribuição no Cerrado, sendo considerada um componente típico. O Cerrado é formado por matas que compreendem diferentes tipos de vegetação, dispersas e pequenas florestas abertas, diante disso, as Vochysiaceae apresentam elementos morfológicos típicos desse bioma, como: caules tortuosos, suberosos e algumas espécies com folhas coriáceas.
Algumas espécies de Vochysiaceae são acumuladoras de alumínio, e ocorrem em solos considerados pobres em minerais e com baixo pH, explicando sua importância ecológica, principalmente no Cerrado.

## Importância Econômica
A família das Vochysiaceae possuem grande importância, por apresentar espécies que fornecem madeira utilizadas na fabricação de móveis, barcos e cercas. Além disso, outras espécies possuem sementes que são utilizadas na fabricação de fármacos, sabões e velas.

## Ligações Externas
- (em inglês) Informação sobre Myrtales - Angiosperm Phylogeny Website
- (em inglês) Chave de identificação de famílias de angiospérmicas
- (em inglês) Imagens e descrição de famílias de angiospérmicas - segundo sistema Cronquist
- (em inglês) Chave de identificação de famílias de angiospérmicas
- (em inglês) F. Carnevale Neto et al.: Vochysiaceae: secondary metabolites, ethnopharmacology and pharmacological potential, "Phytochemistry Reviews" (Print), v. 10, p. 413-429, 2011, DOI: 10.1007/s11101-011-9213-5.